# 音熊联萌工作室
音熊联萌工作室（VOICE BEAR studio），全称上海音熊文化传媒有限公司，于2013年由谢添天等人创办，是中国一个主要为动漫、游戏配音的团队，此外，该公司还从事后期制作、声优演艺、动漫节目开发和动漫创意衍生品的开发制作等工作。2015年5月，音熊联萌成为日本Being Group在中国大陆地区的总代理公司。